# Tethytrygon muricata
Tethytrygon muricata è un pesce cartilagineo estinto, appartenente ai miliobatiformi. Visse nell'Eocene medio (circa 49 milioni di anni fa) e i suoi resti fossili sono stati ritrovati in Italia, nel famoso giacimento di Bolca.

## Descrizione
Questo animale era molto simile alle attuali pastinache o trigoni (Dasyatis pastinaca) sia come aspetto che come dimensioni, ma se ne differenziava per alcune caratteristiche. Tethytrygon esibiva una commistione di caratteri che lo distinguevano dalle altre forme simili: il disco romboidale formato dalle pinne pettorali era più ampio che lungo, l'astuccio caudale allungato non raggiungeva l'apice della coda, erano assenti le spine ma era presente un singolo aculeo caudale, e nella mascella superiore erano presenti denti simili a canini. Tethytrygon era inoltre dotata di 175 - 179 vertebre, 108 - 117 raggi pettorali e 24 - 27 raggi pelvici. Gli esemplari adulti di Tethytrygon potevano raggiungere 1,5 metri di lunghezza.

## Classificazione
Secondo le revisioni più recenti, Tethytrygon è un rappresentante arcaico dei dasiatidi (Dasyatidae), la famiglia di pesci cartilaginei i cui membri sono noti come pastinache o trigoni. In particolare, Tethytrygon sembrerebbe essere strettamente imparentato con i generi attuali Neotrygon e Taeniura.
I primi fossili di questo pesce vennero descritti da Volta nel 1796, con il nome di Raja muricata, e provenienti dal ben noto giacimento di Bolca in provincia di Verona; i fossili erano della collezione Gazola, oggi ospitata nel Museo di Storia Naturale a Parigi. Successivamente, questi e altri fossili attribuiti a questa specie vennero classificati con diverse nomenclature, e attribuiti di volta in volta ai generi Trygon e Dasyatis. Per lungo tempo regnò una notevole incertezza tassonomica, fino alla ridescrizione operata nel 2018 da Marramà e colleghi, che istituirono per questa specie il genere Tethytrygon. 

## Paleobiologia
Un esemplare di Tethytrygon muricata, conservato presso il Museo Geologico Giovanni Capellini di Bologna, è stato studiato in dettaglio. L'uso della luce ultravioletta (UV) ha svelato i dettagli della forma e delle dimensioni delle pinne, delle cartilagini e dei tessuti molli. L'individuo è stato riconosciuto come una femmina matura in base alla presenza di un utero contenente quattro uova. Questo è il primo riscontro di uova fossilizzate conservate all'interno del corpo di una razza, e in generale di uova in situ in un batoideo fossile. La forma, la struttura microscopica e la dimensione relativa delle uova rispetto alla dimensione corporea complessiva dell'esemplare indicano una fase iniziale di sviluppo delle uova ma sono un'ulteriore prova che l'habitat di Bolca, nell'Eocene, potrebbe essere stato una sorta di nursery. Questo fossile dimostra che una strategia riproduttiva di tipo moderno era già stata acquisita nei primi batoidei del Cenozoico inferiore (Fanti et al., 2019).